# Грб Јерменије
Грб Јерменије је званични хералдички симбол државе Република Јерменија. Грб има облик амблема и састоји се од орла и лава који стоје уз штит. Комбинација је старих и нових симбола. Орао и лав су древни јерменски симболи који воде порекло још од првих јерменских краљевстава пре нове ере.
Сам штит се састоји из више компонената. У средишту је приказ планине Арарат где је по миту Нојева барка пристала на обалу после потопа. Око овог централног симбола су симболи старих јерменских династија. Доле лево је симбол династије Артаксијада, која је владала у 1. веку п. н. е. Горе лево је симбол династије Багатрида, који су владали током средњег века, у периоду од 7. до 11. века. Ову династију су уништили византински и напади Селџука у 11. веку. Горе десно је симбол династије која је увела хришћанство у Јерменију, династије Арсакида, који су владали од 1. века до 428. године. Доле десно је симбол Рубенида, династије која је заслужна за велики раст и просперитет Мале Јерменије или Киликије током XII, и XIII века. Уништили су је Мемлуци и Турци.
Од тада је Јерменија била под страном влашћу, све до 1918. када је доживела период кратке независности. Овај грб потиче из тог периода, а мач на дну је важан елемент, јер означава кидање ланаца стране власти и жеље за одбраном Јерменије.